# Hererska arhitektura
Hererski slog arhitekture (špansko estilo herreriano ali špansko arquitectura herreriana) se je razvil v Španiji v zadnji tretjini 16. stoletja pod vladavino Filipa II. (1556–1598) in se nadaljeval v 17. stoletju, vendar preoblikovan s takratnim barokom. Ustreza tretji in zadnji stopnji španske renesančne arhitekture, katere prevladujoča težnja je bila strogost in minimalen okras. V drugi tretjini 16. stoletja je bogato okrašen slog plateresco umaknil mesto klasičnemu purizmu. Purizem se je umaknil geometrični preprostosti hererskega sloga.
Nastal je z gradnjo samostana El Escorial (San Lorenzo de El Escorial, občina Madrid) in natančneje z reorganizacijo projekta kantabrijskega arhitekta Juana de Herrere (1530–1597) po smrti Juana Bautista de Toleda (1515–1567), avtorja prvega oblikovanja.
Njegova glavna predstavnika sta prej omenjeni Herrera, po katerem je slog dobil svoje ime, in Francisco de Mora (1553–1610), Herrerov učenec in arhitekt vojvodske palače Lerma in drugih ključnih del hererske arhitekture.

## Lastnosti
Za herersko arhitekturo ali hererski slog je značilna geometrična strogost, matematično razmerje med različnimi arhitekturnimi značilnostmi, čisti volumni, prevlada stene nad razponom in skoraj popolna odsotnost dekoracije, zaradi česar so jo sčasoma poimenovali estilo desornamentado ('neokrašen slog'). Znan je tudi kot slog Escorial, ki se nanaša na stavbo, ki je najboljši primer arhitekturnega sloga.
Hererske stavbe izstopajo po svoji strogi horizontalnosti, doseženi zaradi ravnovesja oblik, po možnosti kubičnih, ki so v strukturi razporejene simetrično. Na splošno imajo lesene strehe, obložene na zunanji strani s skrilavcem in stranske stolpe, zaključene s stožčastimi ali piramidalnimi štirikotnimi zvoniki, zaključenimi v konice, znane kot madridski slog zvonikov ali preprosto kot madridski zvoniki, ki uvajajo element navpičnosti in veličastnosti, do časa, ki pomaga okrepiti občutek simetrije.
V drugih primerih ni videti tako horizontale kot glomaznosti, ki je dosežena z geometrijsko zasnovo različnih arhitekturnih elementov. To je primer vzorca, uporabljenega pri gradnji župnijskih cerkva, z velikimi fasadami, štirikotnimi stolpi in težkimi oporniki.
V večini primerov gre za dela velike velikosti, impozantna v svojem okolju, ki navdušujejo s svojim strogim in monumentalnim pridihom.
Kar zadeva dekorativne aplikacije, te zmanjšajo uporabo osnovnih geometrijskih oblik, kot so krogle in piramide. S sociološkega vidika je ta treznost odgovor na protestantizem v skladu s smernicami Tridentinskega koncila (1545–1563).

## Zgodovinski razvoj
Hererski slog je bil uradna arhitektura Habsburžanov, od vladavine Filipa II. Družbenopolitični vpliv je pomenil, da je izgradnja samostana El Escorial (1563–1584) olajšala njegovo širitev. K temu je prispevalo tudi dejstvo, da je bil Juan de Herrera leta 1579 imenovan za inšpektorja spomenikov krone.
Slog se je najprej razširil po madridskih comarcah Sierra de Guadarrama, ki so znotraj povodja samostana El Escorial, na dva načina: dela, ki jih neposredno financira kraljeva družina in tista, ki jih promovirajo občine Guadarraman. Prva kategorija zajema infrastrukturo, kot je Puente Nuevo v Galapagarju in stavbe za zasebno uporabo Filipa II., kot je Casa Veleta, prav tako v istem mestu in Real Aposento de Torrelodones (oba sta izginila) sta bila zgrajena za udobje gibanja kralja iz Madrida v El Escorial. V El Escorialu je krona spodbudila razvoj različnih urbanističnih načrtov in gradnjo cerkve San Bernabé, ki jo je izvedel Francisco de Mora, eden od sodelavcev Herrere pri delih kraljevega samostana. Kraljeva družina je odobrila tudi dodelitev ugodnosti tem občinam za nadaljevanje prenove svojih glavnih javnih in verskih stavb. Rezultat tega ukrepa je trenutno hererski vidik župnijskih cerkva Valdemorillo in Navalagamella, obe srednjeveškega izvora.
Hererski slog se je hitro razširil po vsej Španiji in španski Ameriki. Nekatera reprezentativna dela so stolnica v Valladolidu in Puente de Segovia (Madrid), ki ju je zasnoval Juan de Herrera; cerkev Monasterio de Uclés (Uclés, provinca Cuenca), delo Francisca de Mora; cerkev San Sebastián (Villacastín, provinca Segovia), pripisana Rodrigu Gilu de Hontañónu; Colegiata de San Luis (Villagarcía de Campos, provinca Valladolid), istega avtorja in kolegij Naše Gospe iz Antigve (Monforte de Lemos, provinca Lugo) Simóna de Monasteria. Posebno omembo si zasluži vojvodska palača Lerma (provinca Burgos) Francisca de Mora, ki se je začela graditi leta 1601. Nastajajoči baročni arhitekturni trendi tistega časa so vodili do prevzema nastajajočega hererskega sloga in vzpostavitve modela palačne arhitekture, ki se je ponavljala vse 17. stoletje.
Večina meščanskih stavb, postavljenih v Madridu v času vladavine Filipa III. in Filipa IV., je nadaljevala arhitekturne smernice te palače. To je primer palače Svetov, palače Santa Cruz in Casa de la Villa, vse v baročnem slogu, vendar z opaznim hererskim spominom. Vpliv hererskega sloga je viden tudi v razširitvi, ki je imela ločeno značilno piramidasto obliko ali 'madrilski zvonik', s skrilastimi strehami. Ta element so sprejele številne konstrukcije po 16. in 17. stoletju, predvsem v zvonikih in kupolah cerkva ter v številnih civilnih stavbah.

## Neohererska arhitektura
18. in 19. stoletje sta pomenila zaton tega arhitekturnega gibanja. V 20. stoletju je prišlo na trg, med diktaturo Francisca Franca. Plaza de la Moncloa v Madridu, ki mu predseduje poveljstvo letalskih sil, med številnimi velikimi stavbami tistega časa simbolizira oživitev hererske arhitekture.